# Fruchtschiefer

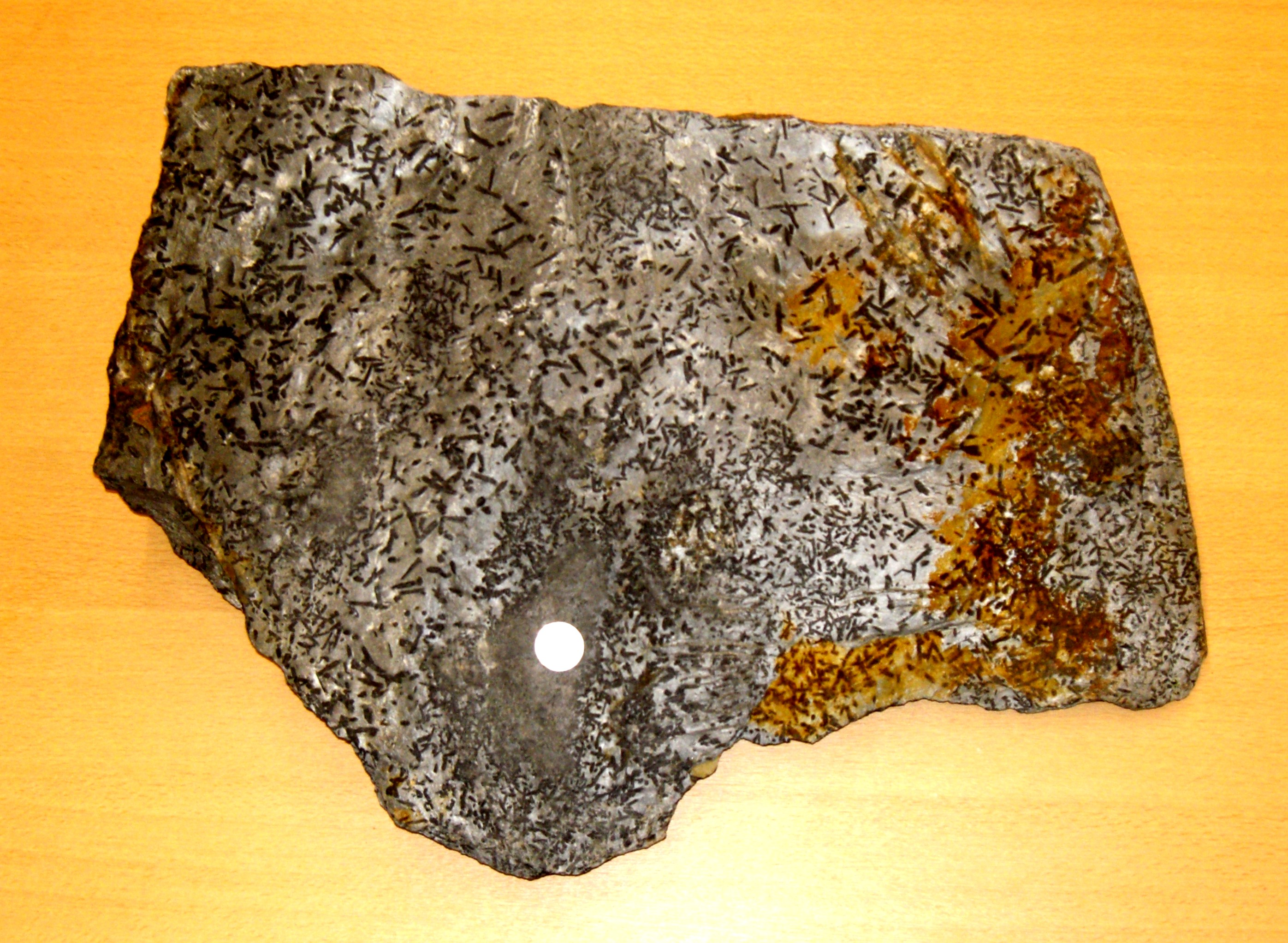
Theumaer Fruchtschiefer mit relativ großen Cordierit-Porphyroblasten

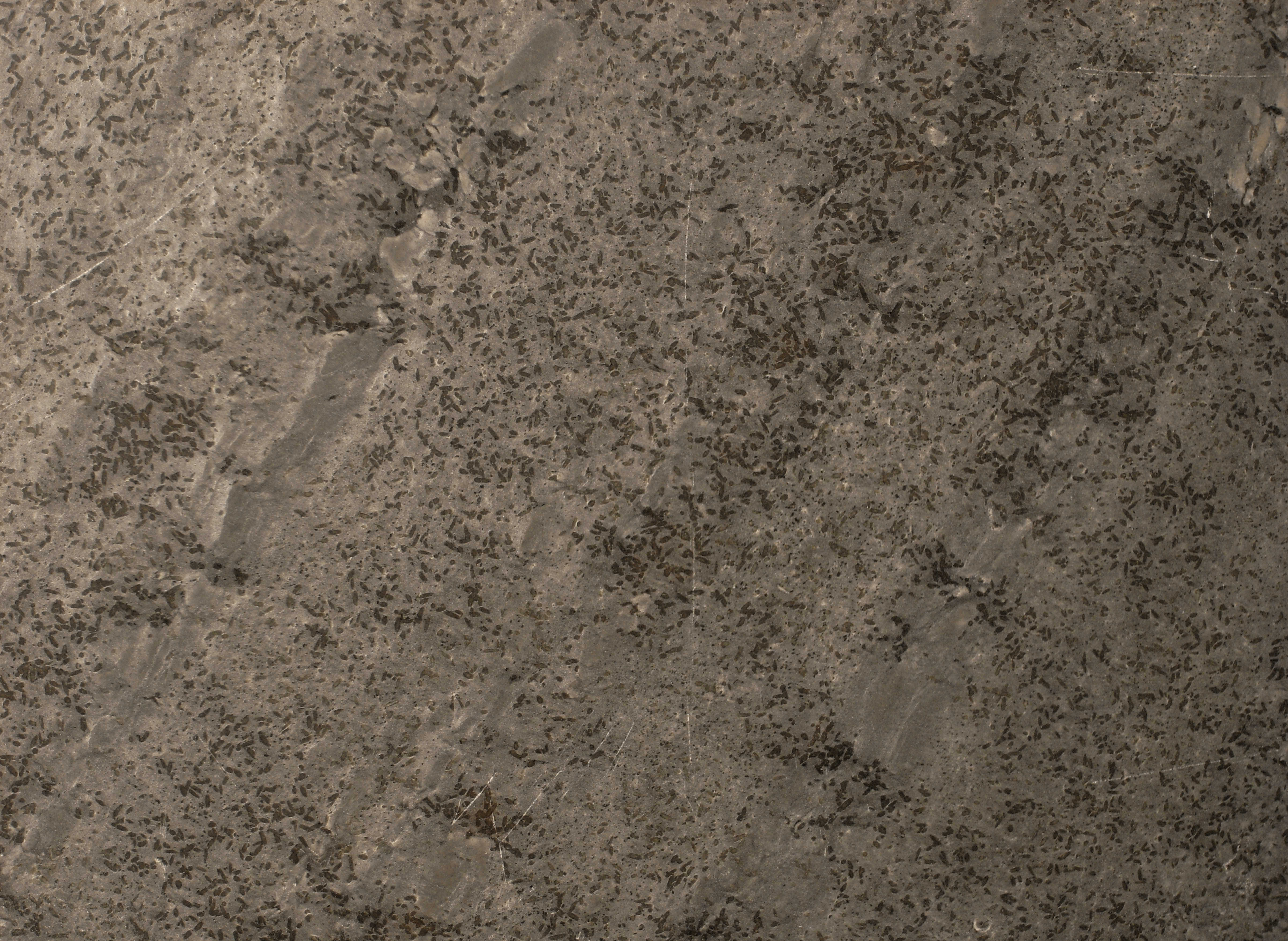
Gefügebild des Theumaer Fruchtschiefers mit den charakteristischen Porphyroblasten des Cordierit

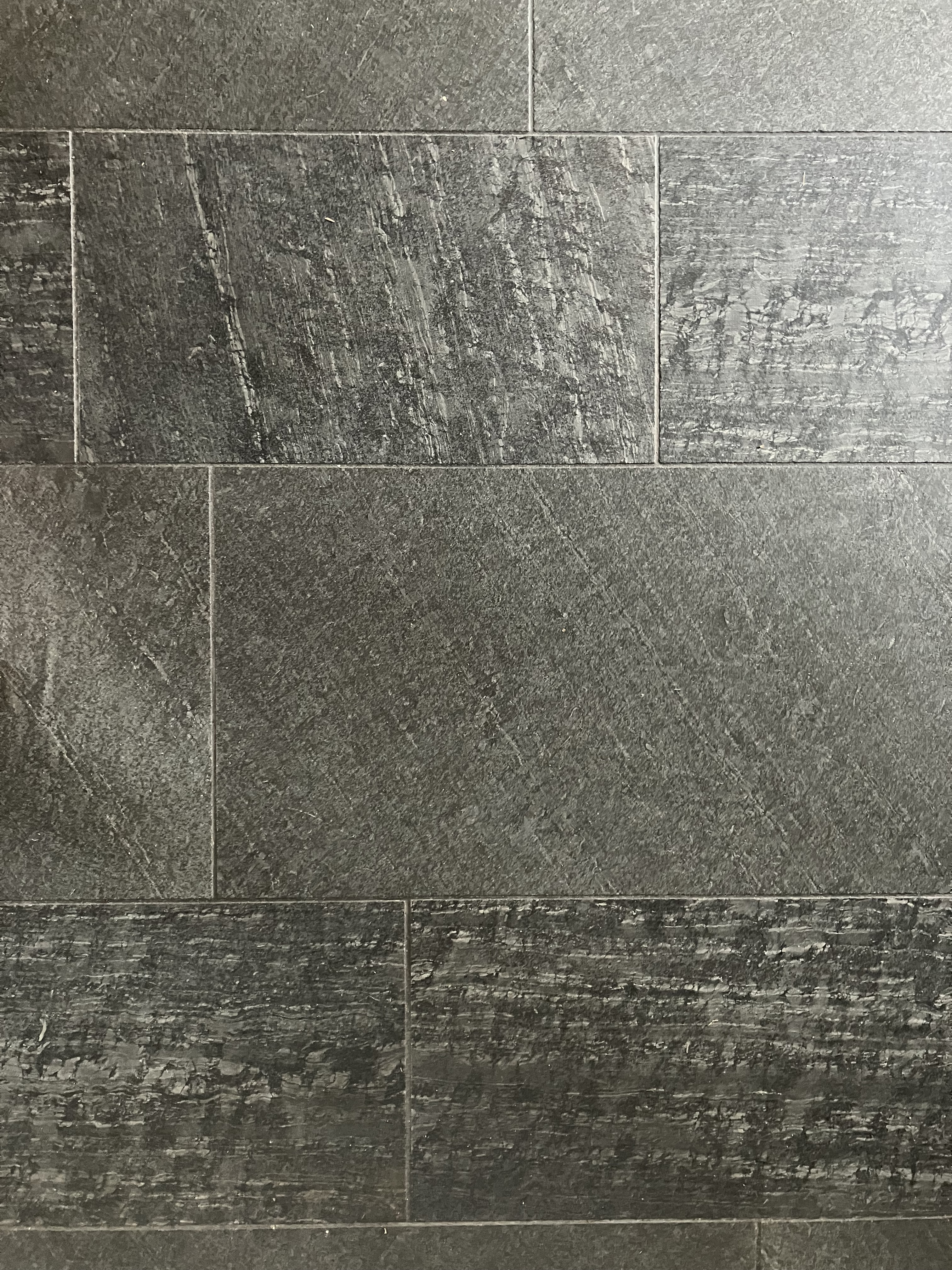
Fußboden aus Theumaer Fruchtschiefer, geschliffene Oberfläche

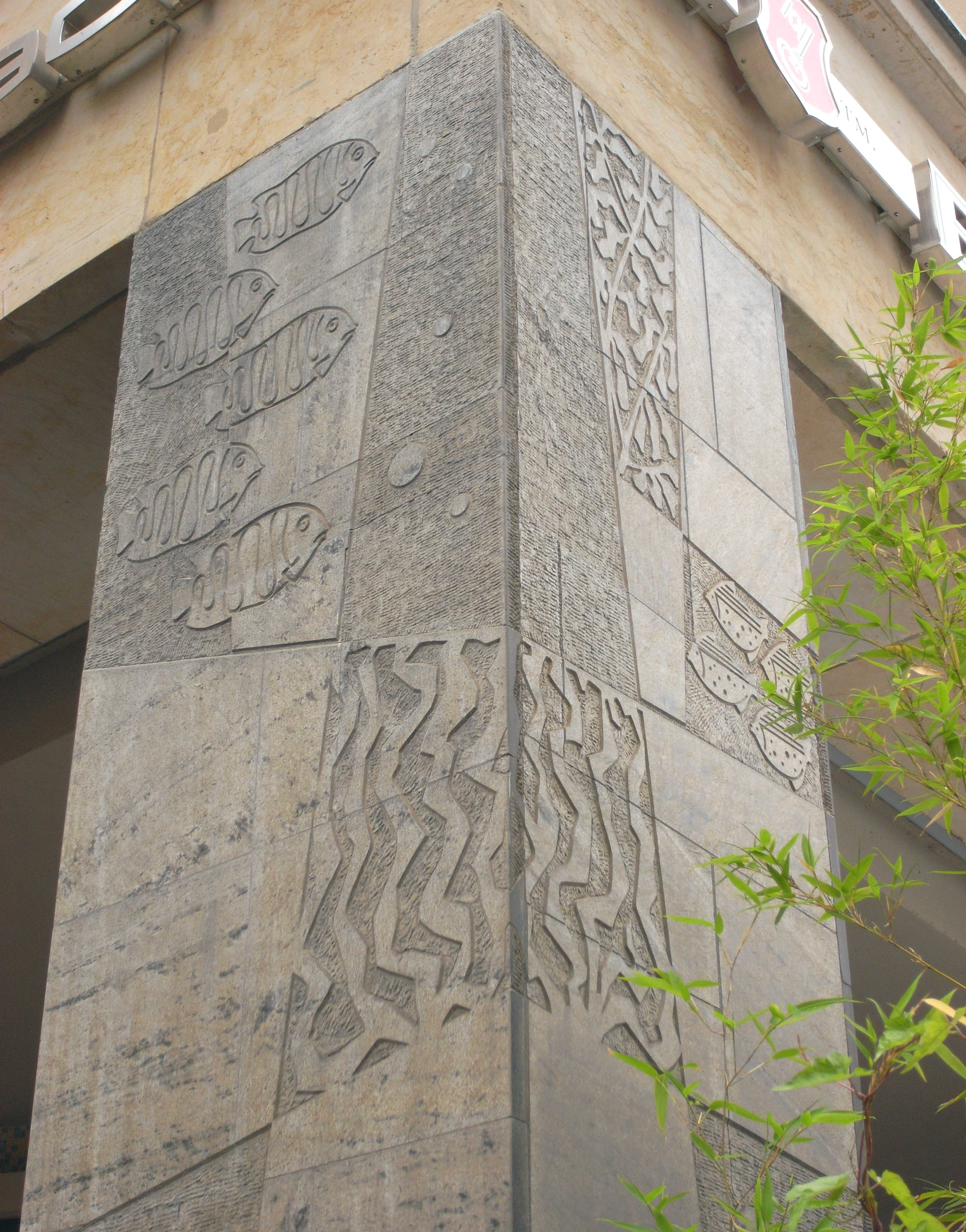
Künstlerische Gestaltung mit Theumaer Fruchtschiefer an einer Säule in Dresden (gefertigt um 1960)

Fruchtschiefer sind Kontaktmetamorphite, welche aus Tonsteinen hervorgegangen sind.

## Entstehung und Mineralbestand
Sie entstehen schon bei recht geringen Drücken (niedrigmetamorphe Gesteine) und bei Temperaturen um ca. 500 °C. Bei dieser Temperatur entwickelt sich Cordierit bis zur Getreidekorngröße, was sich namensprägend auswirkte.
Zum Mineralbestand gehören Cordierit, Muskovit, Kalifeldspat, Quarz, Biotit und Hornblende.

## Vorkommen
Fruchtschiefer treten in Deutschland als kontaktmetamorphes Gestein im Harz, Erzgebirge, Odenwald und Vogtland auf. Bei dem bekanntesten Vorkommen handelt es sich um die Lagerstätten bei Theuma und Tirpersdorf (beide im Vogtland), in denen tonige Sedimentgesteine des Ordoviziums in unmittelbarer Nachbarschaft zum variszischen Bergener Granitpluton kontaktmetamorph überprägt wurden. Der Theumaer und Tirpersdorfer Fruchtschiefer hat über die Region hinaus verbreitet Anwendung gefunden.

## Verwendung
Die traditionelle Hauptanwendung besteht in Form spaltrauher Produkte zu Mauerwerk verschiedener Art. Der Theumaer Fruchtschiefer wird ferner gespalten oder gesägt und anschließend geschliffen als Fassadenplatte, Fußbodenplatte und Sockelverblendung eingesetzt. Zu den architektonischen Bauteilen gehören weiterhin Fenster- und Türgewände, Säulen und Stufen. Vereinzelt kommen auch künstlerisch-bildhauerische Anwendungen vor.

Aus dem Theumaer Fruchtschiefer produzierte man früher Schleusen- und Brunnenabdeckungen sowie Behältnisse für galvanische Bäder und Säuren.
Die Anwendung des Theumaer Schiefers kann bis in das Mittelalter zurückverfolgt werden. Ein Beispiel sind Platten in der aus dem 14. Jahrhundert stammenden Gruft der Johanniskirche (1122) von Plauen.